# Cimetière d'Ajuda
Le cimetière d'Ajuda est un cimetière du quartier d'Ajuda, à Lisbonne.

## Histoire
En 1787, Pina Manique, à la demande de la reine D. Maria I, construisit un cimetière à Ajuda qui servirait aux serviteurs de la maison royale et aux pauvres des paroisses d'Ajuda et de Santa Maria de Belém. En 1835, il devint propriété publique par le décret-loi de Rodrigo da Fonseca Magalhães, qui exigeait l'existence de cimetières publics au lieu de ce qui se passait auparavant, puisque la population était enterrée dans des églises. En 1849, il passa sous la tutelle municipale, à la demande de la reine D. Maria II, étant limité à la population des paroisses d'Ajuda, Santa Maria de Belém et parfois des paroisses voisines. L'entrée du cimetière est ornée de quatre sculptures disposées dans des niches représentant la Vérité et la Forteresse encadrant la porte à droite et, du côté opposé, la Justice et l'Espérance. À l'extérieur de la chapelle, des figures sculpturales symbolisent la prière et la foi, à gauche, et l'humilité et la charité, à droite,.
Comme le reste des cimetières de la capitale, il compte de nombreuses tombes temporaires et perpétuelles, des tombes privées et municipales et des ossuaires.
Parmi les différentes tombes d'importance historique ou architecturale, figurent celles de Domingos Parente, l'architecte responsable de la conception du bâtiment de l'hôtel de ville de Lisbonne et du portique du Cimetière de Prazeres, et la tombe de l'amiral Gago Coutinho qui a réalisé la première antenne traversée de l'Atlantique Sud de Lisbonne à Rio de Janeiro avec Sacadura Cabral.
Dans le cadre des hommages, la tombe où se trouvent les footballeurs Matateu et Pepe du club de football Os Belenenses et la tombe des victimes de la Révolte du 14 mai 1915, qui a rétabli le respect de la Constitution de 1911,.

## Galerie

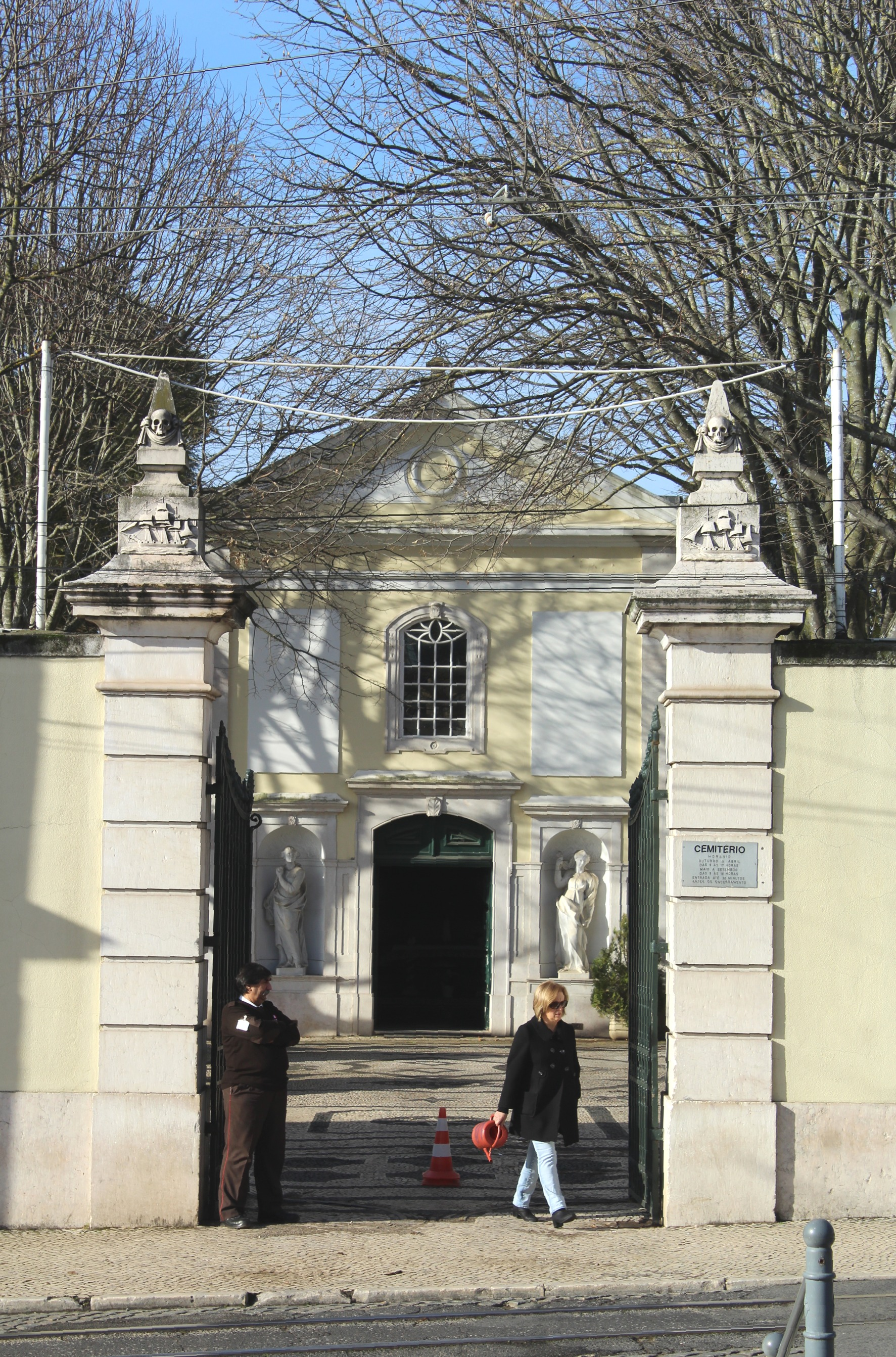
Entrée et chapelle du cimetière
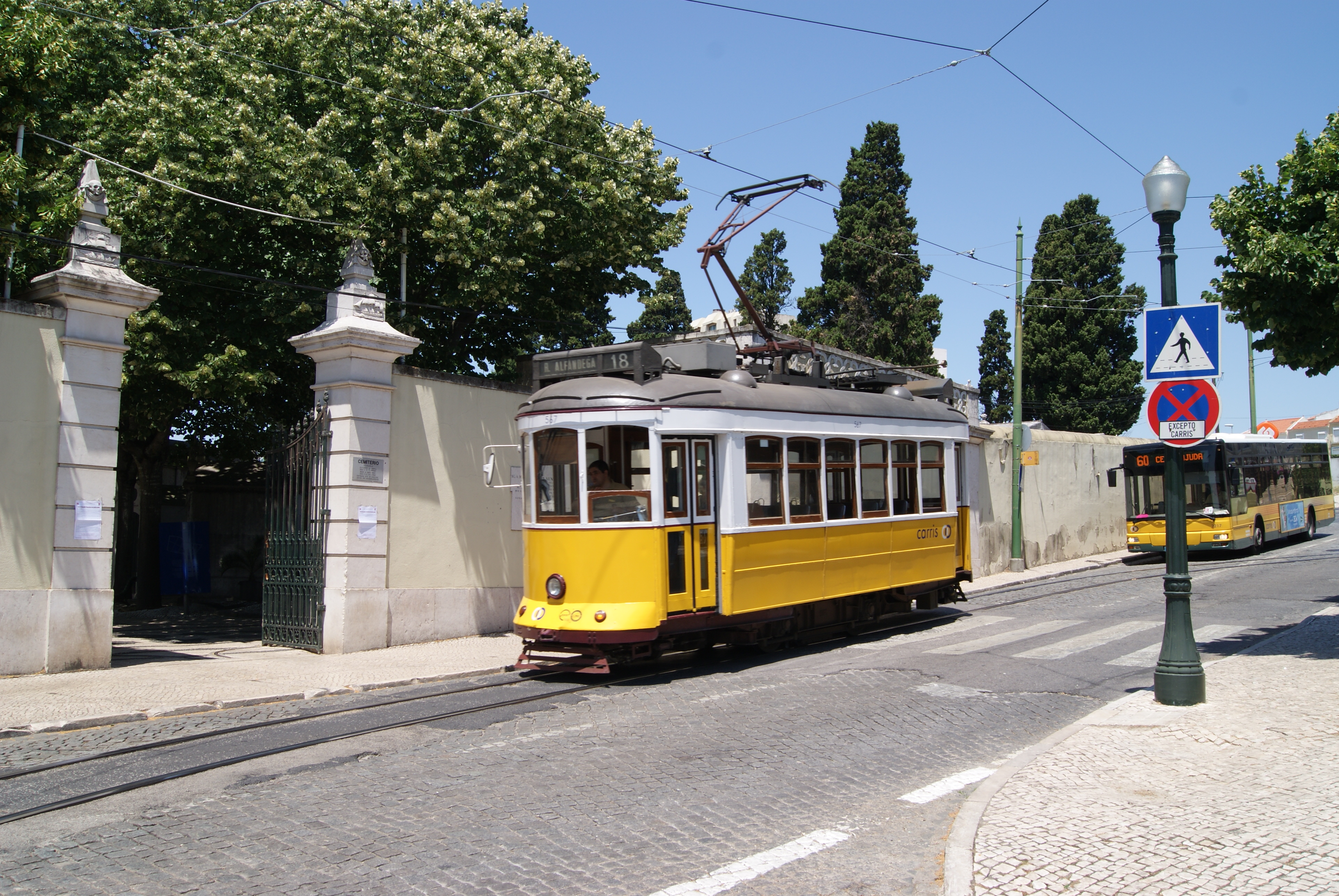
Tramways à côté de l'entrée du cimetière
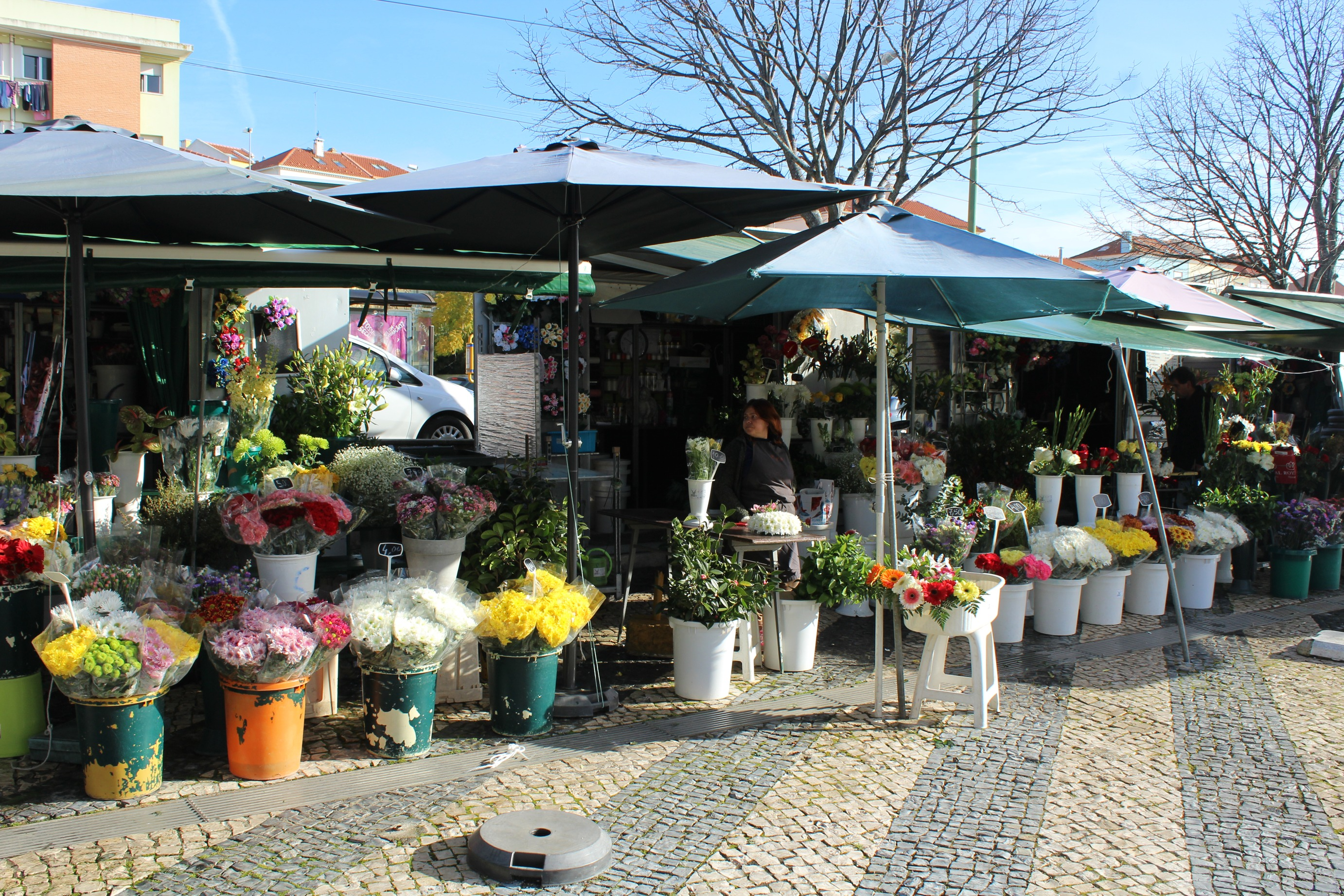
Marché aux fleurs devant le cimetière
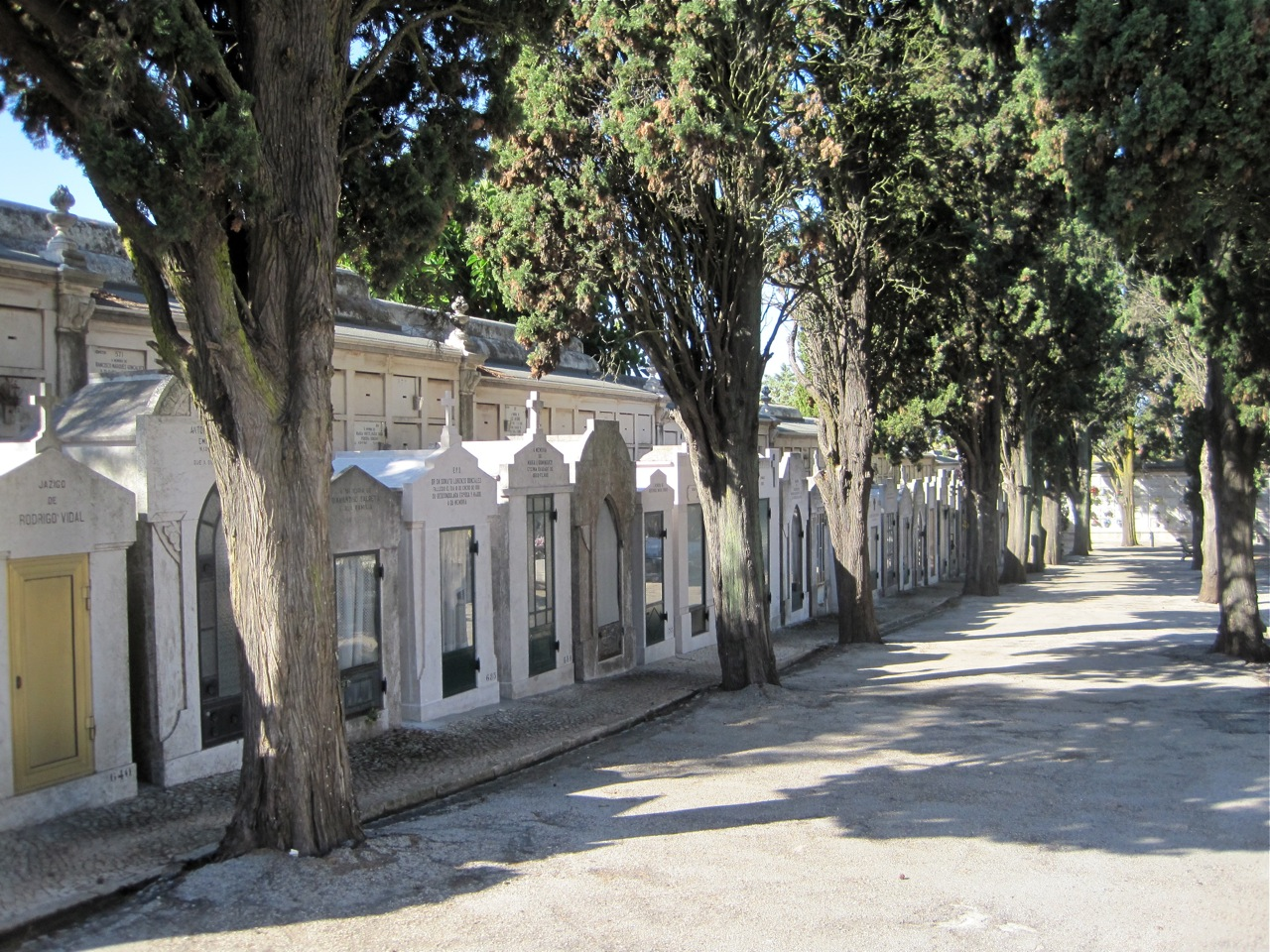
tracé des rues du cimetière
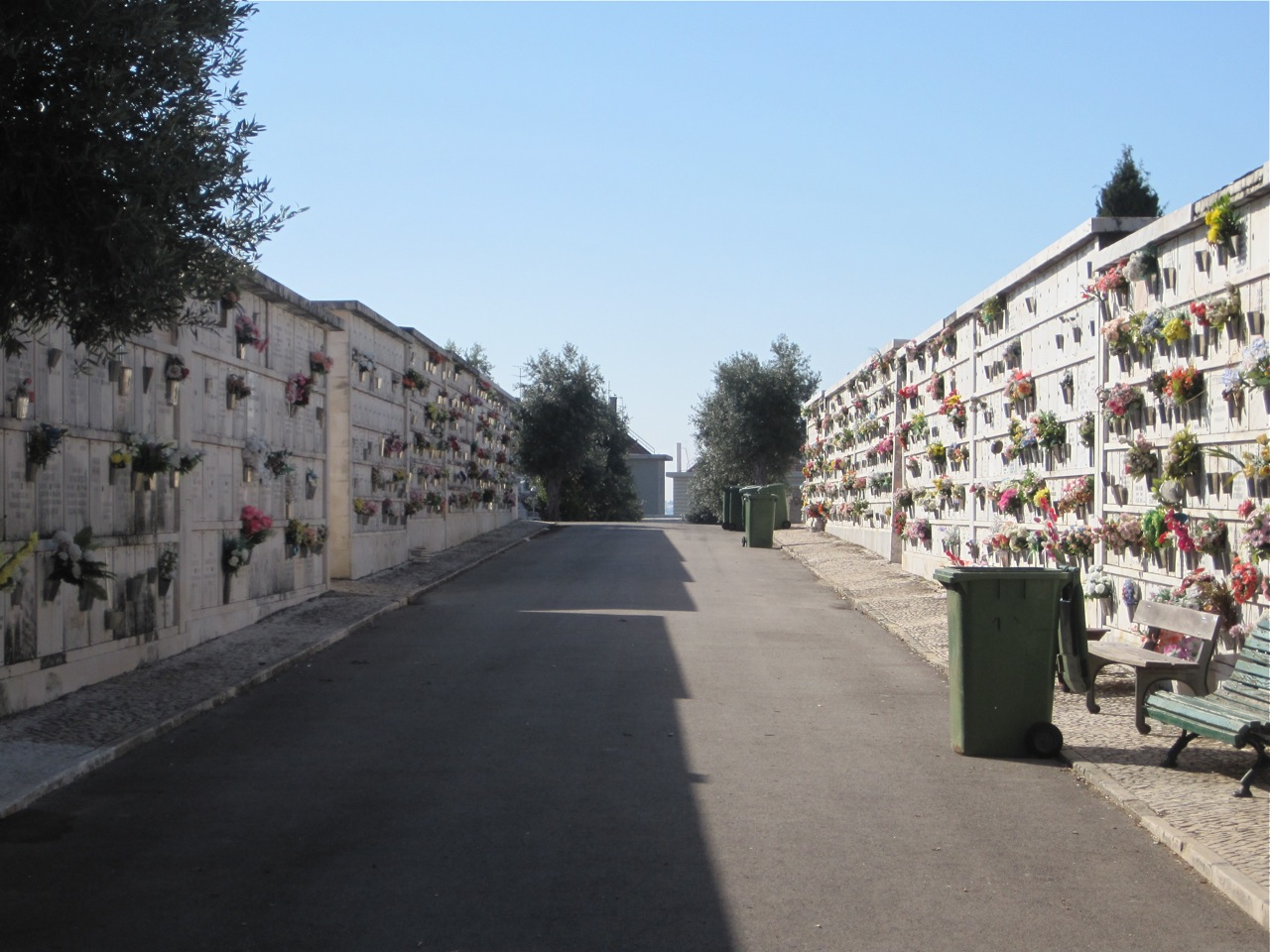
tracé des rues du cimetière
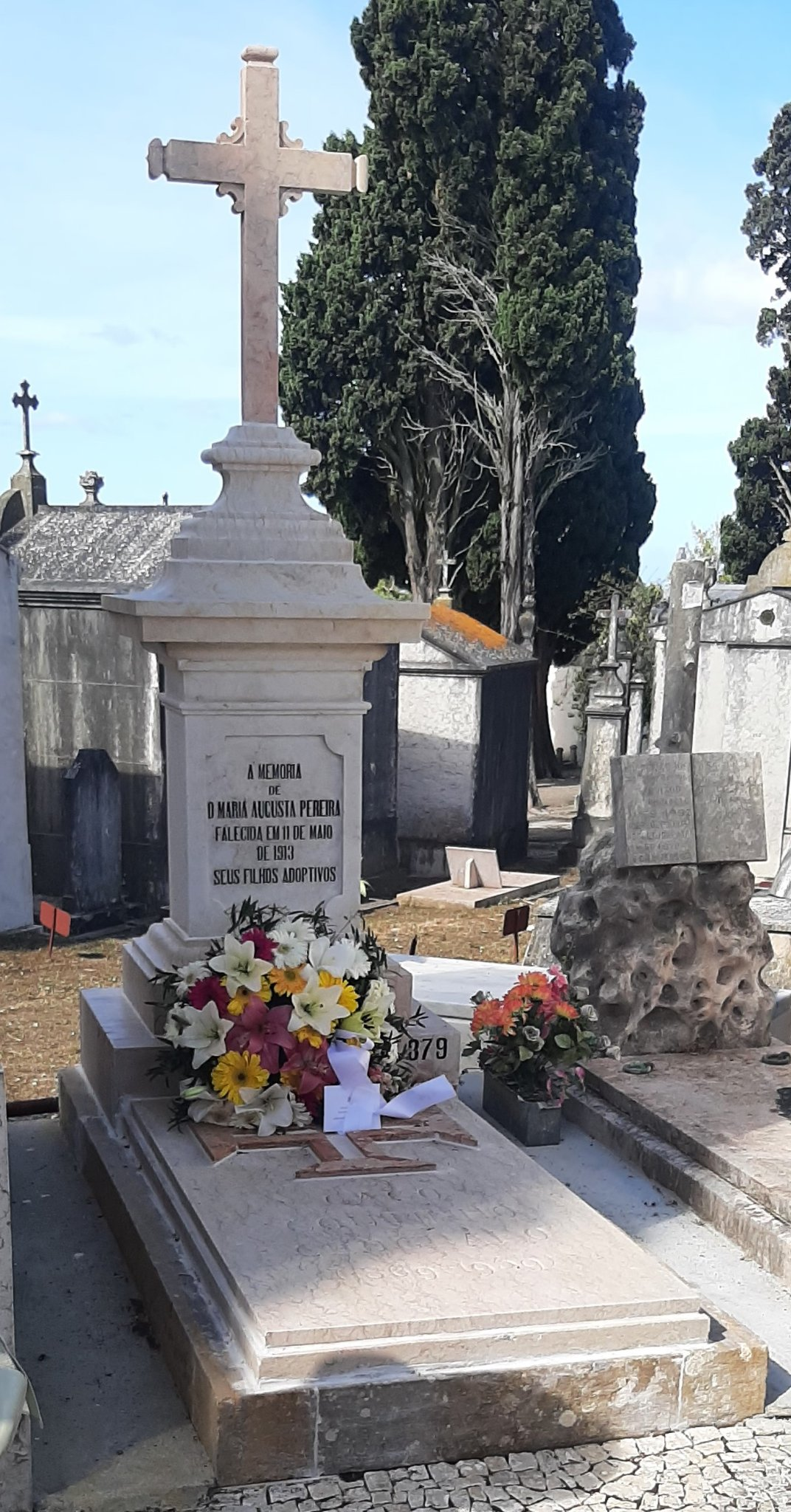
Tombe de l'amiral Gago Coutinho
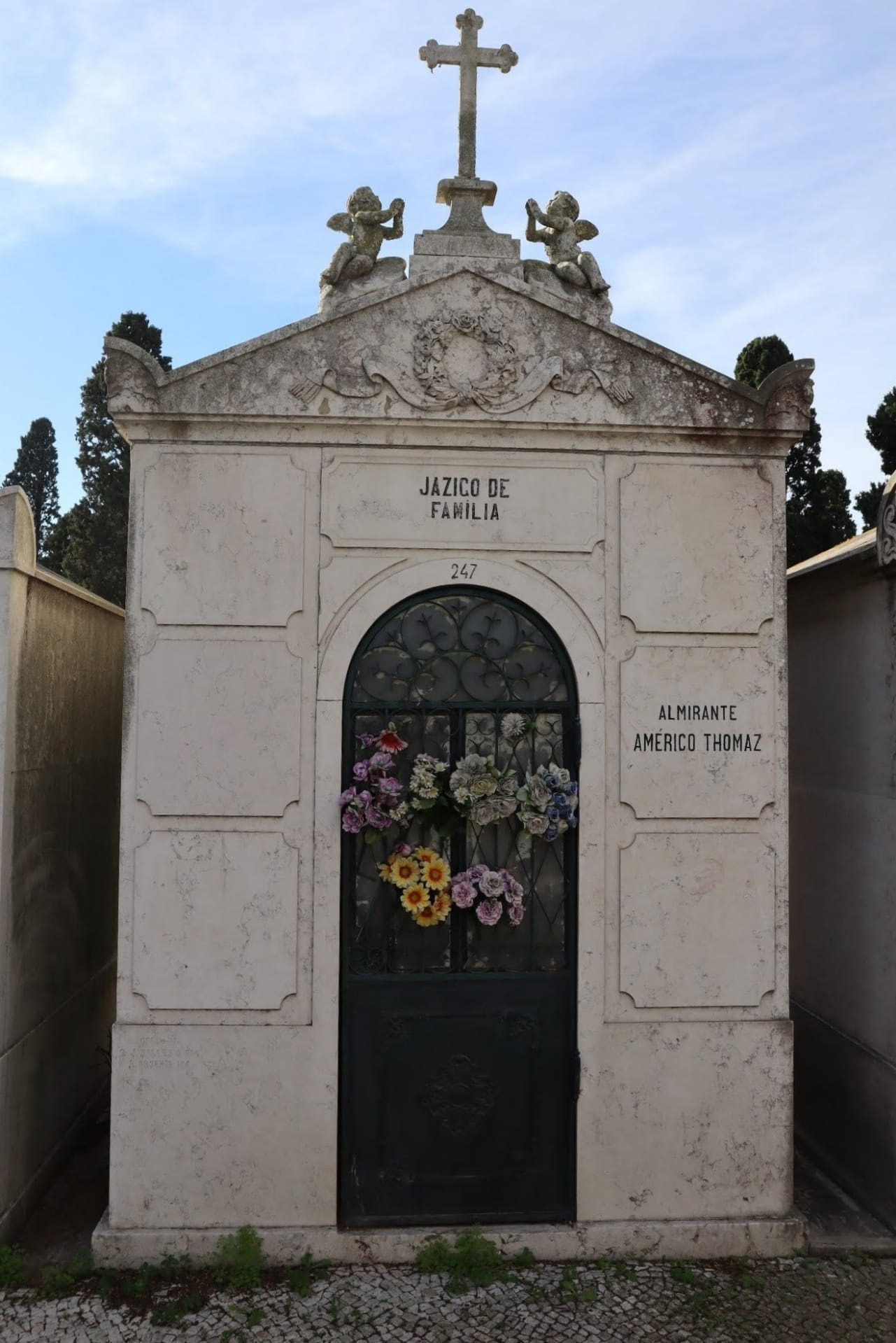
Tombe d'Américo Thomaz et de Gertrude Thomaz